# باري (أرومية)
باري هي قرية في مقاطعة أرومية، إيران. يقدر عدد سكانها بـ 138 نسمة بحسب إحصاء 2016.